# Walter Kolbenhoff
Walter Kolbenhoff (né Walter Hoffmann le 20 mai 1908 à Berlin et mort le 29 janvier 1993 à Germering) était un écrivain et journaliste allemand.

## Vie
Kolbenhoff est né dans une famille ouvrière. Il obtint son examen de compagnon en 1926 et a travaillé plusieurs années comme ouvrier dans différents pays d'Europe, d'Afrique du Nord et d'Asie mineure. Il rejoint le KPD en 1929 et collabore à la Rote Fahne comme rédacteur indépendant. Il rédige des reportages pour le Vorwärts et d'autres journaux berlinois à partir de 1930. Il émigre à Copenhague en 1933, après l'arrivée d'Hitler au pouvoir. Il y écrit son roman Untermenschen (1933). C'est grâce à l'insistance de son ami Wilhelm Reich qu'il le fait publier. Il fut néanmoins exclut du KPD à cause de ce livre jugé trop défaitiste à l'égard de la révolution mondiale. En dépit de son expulsion, Kolbenhoff suivit cependant l'appel du KPD à retourner en Allemagne. Il devint soldat de la Wehrmacht en 1942 et fut fait prisonnier par les Américains près du Mont Cassin en 1944.
Kolbenhoff passa les deux années suivantes dans des camps d'internement aux États-Unis. Il y rencontra Alfred Andersch et Hans Werner Richter. Il participa à la rédaction du magazine du camp : Der Ruf : journal des prisonniers de guerre allemands aux États-Unis (Der Ruf : Zeitung der deutschen Kriegsgefangenen in USA). Après son retour en Allemagne, il fut rédacteur en chef du Neue Zeitung à Munich jusqu'en 1949 et, en 1947, il termina son roman Von unsern Fleisch und Blut. Le manuscrit avait déjà remporté un prix de 3 000 Reichmark offert par la maison d'édition suédoise Bermann-Fischer en 1946. Il fut également un collaborateur régulier du magazine Der Ruf – journal indépendant de la jeune génération (Der Ruf - unabhängige Blätter der jungen Generation) fondé par Andersch et Richter. Idéologiquement, il était engagé pour la construction d’une Allemagne démocratique et socialiste. Lorsque le magazine fut temporairement interdit, il co-fonda avec Hans Werner Richter un autre magazine, Le Scorpion (Der Skorpion). Le Groupe 47 se développa à partir lors de la réunion organisée pour fonder ce journal. Son épouse, la journaliste et traductrice Isolde Kolbenhoff (née en 1922) fut également présente à cette première réunion.
il fut l'un des auteurs que Hans Werner Richter rassembla autour de lui en septembre 1947 pour fonder un magazine successeur sous le titre Der Skorpion . À partir de leur réunion fondatrice, le Groupe 47 s'est développé, aux réunions régulières duquel Kolbenhoff a ensuite participé. Son épouse, la journaliste et traductrice Isolde Kolbenhoff (* 1922), était également présente à la réunion de fondation.
Depuis 1949, Kolbenhoff travaille comme écrivain, éditeur et traducteur indépendant (depuis le danois et l'anglais). En 1984, son autobiographie Schellingstraße 48 – Erfahrungen mit Deutschland.
Sa tombe se trouve au cimetière Saint-Martin de Germering.

## Œuvres
- 1930 : Der Hinterhof (roman)
- 1933 : Untermenschen (roman)
- 1936 : Moderne Balladen (recueil de poèmes)
- 1947 : Von unserem Fleisch und Blut (roman)
- 1949 : Heimkehr in die Fremde (roman)
- 1960 : Die Kopfjäger (roman)
- 1970 : Das Wochenende (roman)
- 1984 : Schellingstraße 48 (autobiographie)
- 1988 : Bilder aus einem Panoptikum. Grotesken und Geschichten. (nouvelle)

## Prix et honneurs
- 1953 : Prix de la pièce radiophonique, par la radio nationale
- 1983 : Prix culturel de la ville de Germering (depuis 1995 Prix Walter Kolbenhoff)
- 1985 : Prix Toucan
- 1990 : Prix Günter Eich